# 알킬벤젠 술폰산염
알킬벤젠 술폰산염(영어: Alkylbenzene Sulfonate)은 음이온 계면활성제의 일종이며, 주로 중성세제로 많이 사용된다. 약칭으로 ABS라 불리는 경우가 많다. 대표적인 것으로는 알킬벤젠 술폰산 나트륨이 있다. 값이 싸고 좋은 세정력을 가졌지만 분해가 일어나지 않아 환경오염을 야기시켜 미국,유럽 등 선진국에선 1960년대부터 사용이 금지되었고 대한민국은 이미 1980년 11월부터 사용이 금지되어왔다. 어떤 알킬기를 사용하느냐에 따라서 특성이 바뀌는데 이것을 이용해 근래에는 분해가 잘 되는 계면활성제인 직쇄상 알킬벤젠 술폰산염(LAS)을 산업전반에 널리 사용한다.